# 代替用酒瓶蓋和瓶塞

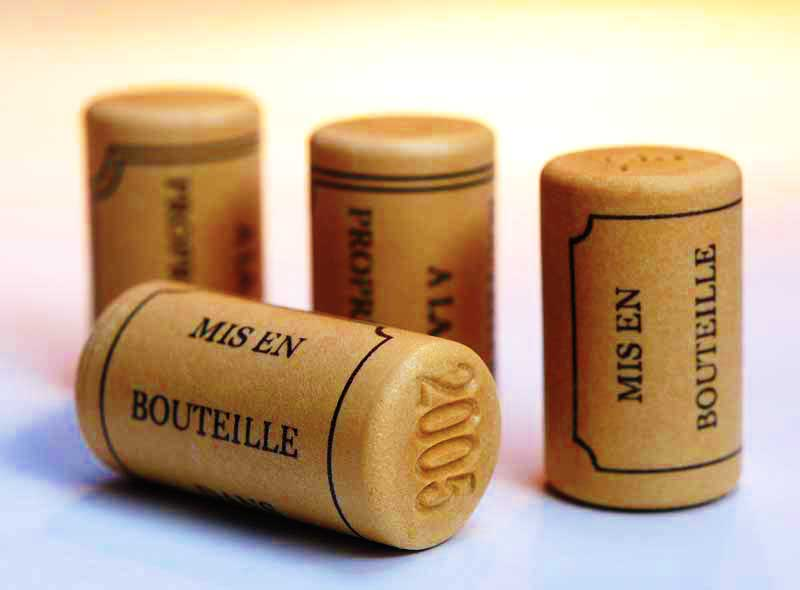
合成的葡萄酒瓶塞

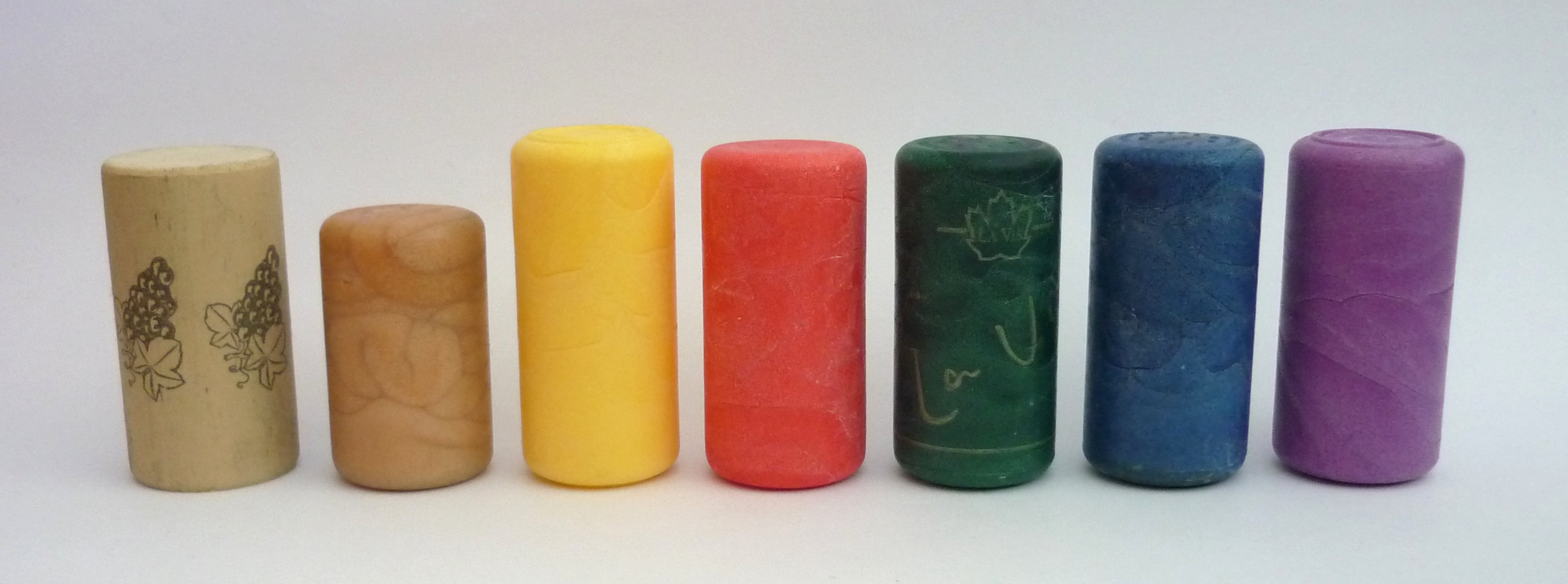
各色合成葡萄酒瓶塞

在葡萄酒包裝中，代替用酒瓶蓋和瓶塞指的是在葡萄酒密封時用以取代傳統軟木塞的代替用瓶蓋和瓶塞。代替用酒瓶蓋和瓶塞的出現主要是因為傳統的軟木塞可能會導致木塞污染。
雖然，代替用酒瓶蓋和瓶塞的使用依舊有爭議。這不僅是傳統變更的問題，因非軟木製成的瓶蓋和瓶塞的透氧度與軟木塞不同，這樣將會導致葡萄酒口感的變化。  2006年3月，西班牙政府在11個西班牙葡萄酒產區禁止了代替用酒瓶蓋和瓶塞的使用。

## 合成木塞

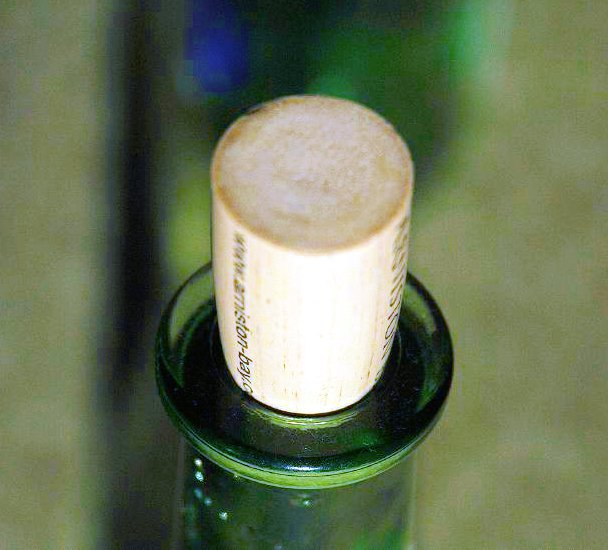
合成木塞的外形與軟木塞相似

合成木塞由可生物分解的塑膠混合物製成，外形設計得與真正的軟木塞相似，但是可以避免木塞污染的危險。然而一些合成木塞在18個月後就開始漏氣。此外，合成木塞在易拔出度和再利用上都較軟木塞差。James Laube認為合成木塞會使得葡萄酒種混入微量化學物質。
2007年波爾多第二大學的研究顯示，注塑模具製成的合成木塞較軟木塞與旋蓋而言，其氧滲透率最高，導致其防止葡萄酒氧化率最差。但已有改進的合成木塞可以減少一定的氧滲透。

## 旋蓋

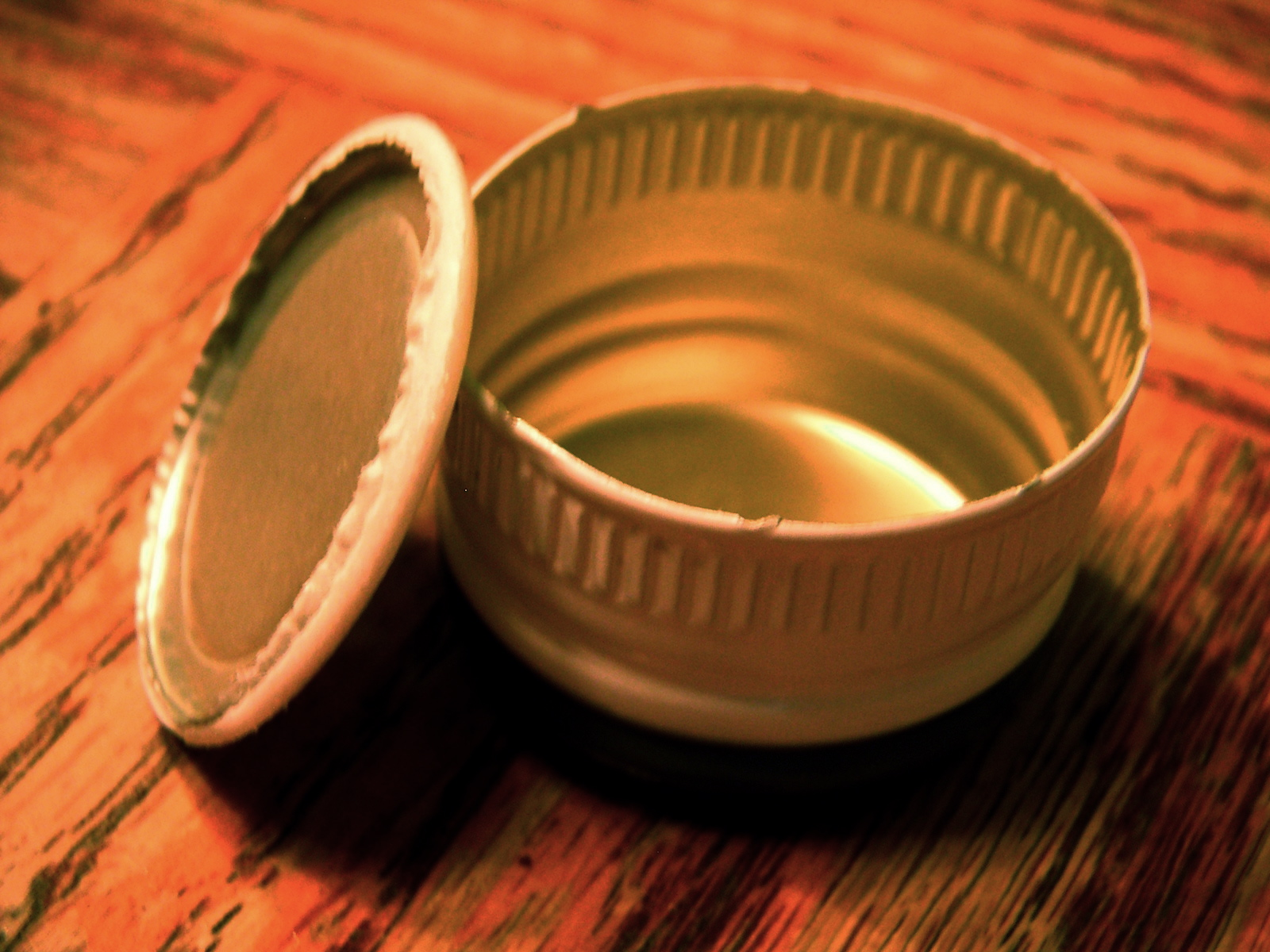
一個擰下來的旋蓋

旋蓋一般指的是鋁製的倚靠螺紋固定在瓶口的蓋子，主要用於澳大利亞和新西蘭釀酒業。旋蓋的密封性比軟木塞要好，因此有助於保持葡萄酒的質量並提高陳化潛力，這也是旋蓋開始被釀酒業接受的原因。
然而旋蓋亦並不完美，上布里昂酒庄在1970年代做過一個長期實驗。在實驗中共有一百瓶葡萄酒通過旋蓋來密封保存，根據酒莊經理讓-伯納德·戴爾馬（Jean-Bernard Delmas）的說法，旋蓋“在頭十年十分有效，然而此後瓶蓋中的塑料便開始變脆，空氣也洩漏入瓶中”。
傑西絲·羅賓遜認為旋蓋會抑制葡萄酒香氣的產生，并導致其味道變差。在使用白蘇維翁葡萄釀酒時效果尤其顯著。此外她認為旋蓋給人的第一印象也不好：“顧客依然認為旋蓋是“廉價”葡萄酒的代名詞”。實際上，根據2004年葡萄酒智情公司的調查，52%的美國顧客和60%的英國顧客拒絕接受使用旋蓋的葡萄酒。
此外，旋蓋還飽受化學物質的困擾。根據2006年的報導，50個旋蓋包裝的葡萄酒種就有一瓶可能被化學生產使用的硫化物污染，這將波及到全球約二十萬瓶葡萄酒。但是傑米·古德認為這些報道並不屬實，其給出的證據也不科學。

## 其他

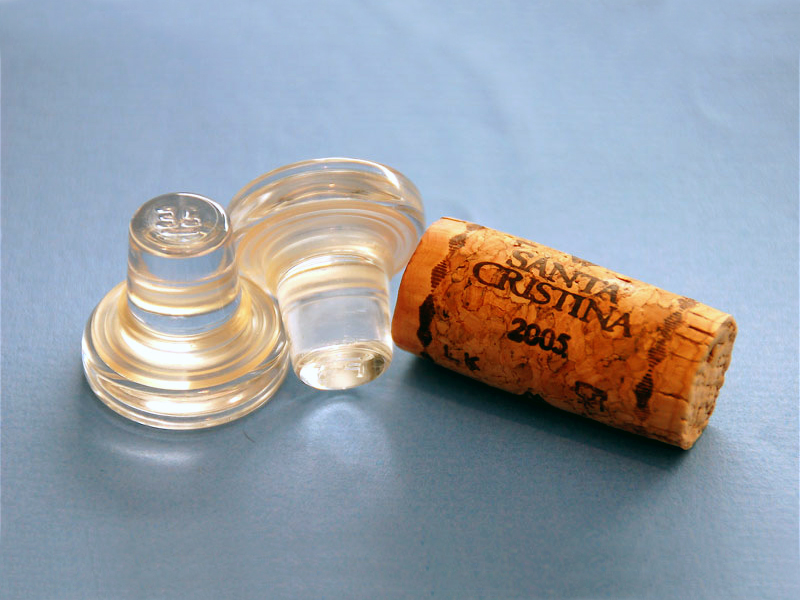
玻璃塞和軟木塞

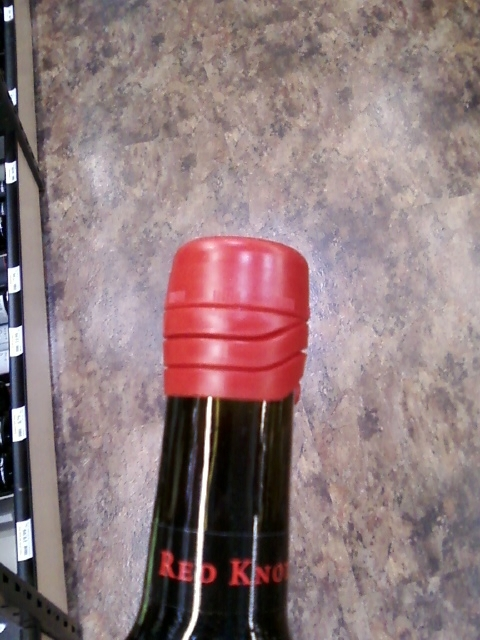
使用Zork密封的葡萄酒

Vino-Seal是一種塑膠或玻璃製成的瓶塞，由美國鋁業公司銷售。2003年引進歐洲市場以來，超過300家酒莊已開始使用這種瓶塞。這種瓶塞有較好的密封性，也可以防止木塞污染。然而缺點是價格較高，因此不太常见。Vinolok則是另一種由捷克公司寶仕奧沙生產的玻璃瓶塞。
Zork是一種用於無氣葡萄酒的瓶蓋，密封方式與旋蓋相似，但以木塞的方式拔出。Zork由澳大利亞同名公司生產。

## 外部連結
- New Zealand Screw Cap Initiative official site
- "The History and Revival of Screwcaps"（页面存档备份，存于） Wine of the Week webzine